# Yuen Long District Sports Association
Maillots
Le Yuen Long District Sports Association (en chinois : 元朗足球隊), plus couramment abrégé en Yuen Long District SA, est un club hongkongais de football fondé en 1959 et basé à Yuen Long, district de Hong Kong.
Kar Lok Kwok est l'entraineur depuis septembre 2019.

## Histoire
Fondé en 1959 par deux anciens membres de la fédération hongkongaise, Fu Lee Sha et Tsang Sam Chiu, le club intègre la troisième division dès la saison 1959-1960. Les dirigeants ont mis en place un projet sportif qui doit permettre au club d'accéder à la première division en trois ans. L'objectif est atteint avec un baptême en première division lors de l'édition 1961-1962, terminée à une prometteuse septième place.
La saison suivante est encore plus réussie puisque le club de Yuen Long parvient à mettre fin au règne sans partage de South China AA (champion depuis six saisons) en remportant le championnat. Le club adopte le statut professionnel de 1968 à 1972, date à laquelle il dispute les compétitions avec une équipe de jeunes. En championnat, Yuen Long n'arrivera jamais à rééditer la performance de 1963 puisque son meilleur résultat par la suite est une 3e place, obtenue lors de l'édition 1969-1970.
Le dernier titre national du club est une Coupe de Hong Kong, obtenue en 1979 face au grand club hongkongais des années 1970, Seiko SA, après une victoire en finale à l'issue de la séance de tirs au but. Ce succès marque la fin du club au plus haut niveau puisqu'il quitte le championnat à l'issue de la saison suivante, pour raisons financières.
En 2003, grâce à la promotion du football de district (qui permet à chacun des 18 districts de Hong Kong d'engager une équipe), le club se reforme et prend part au championnat de troisième division. Le club est engagé en championnat national de deuxième division pour la saison 2012-2013. C'est sa troisième saison à ce niveau.

## Palmarès
| \| - Championnat de Hong Kong (1) : - Champion : 1962-63. - Championnat de Hong Kong D2 (1) : - Champion : 1912-13. \| \| - Coupe de Hong Kong (1) : - Vainqueur : 1978-79. - Finaliste : 2015-16. \| |  |                                                                          |
| - Championnat de Hong Kong (1) : - Champion : 1962-63. - Championnat de Hong Kong D2 (1) : - Champion : 1912-13.                                                                                      |  | - Coupe de Hong Kong (1) : - Vainqueur : 1978-79. - Finaliste : 2015-16. |

## Personnalités du club

### Présidents du club
- Tak Sun Wong

### Entraîneurs du club
| - Chan Ho Yin (10 octobre 2012 - 31 décembre 2015) - Fung Hoi Man (9 juillet 2015 - 3 juin 2016) - Tsang Chiu Tat (1er juillet 2016 - 30 juin 2018) - Kar Lok Kwok (1er juillet 2018 - 30 mai 2019) | - Man Chun Chan (1er juillet 2019 - 2020) - Kar Lok Kwok (2020) - Yip Tsz Chun (2020 - ) |